# Турнир девяти провинций Габона
Турнир девяти провинций Габона (фр. Le tournoi des 9 provinces) — фестиваль традиционных африканских танцев и песен, который проходит в августе в Либревиле в Габоне.

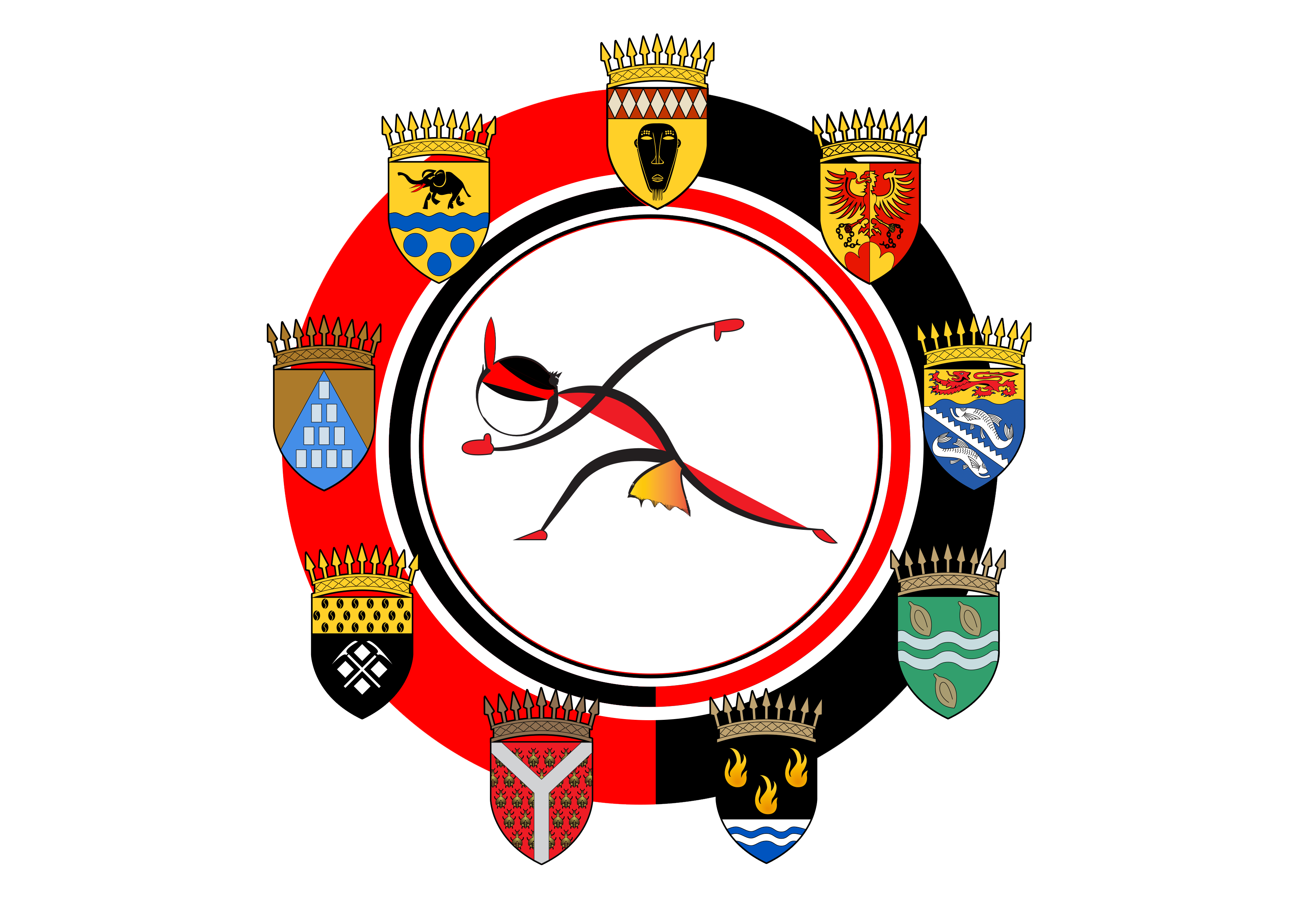
Логотип фестиваля

Несмотря на то, что мероприятие проходит в Габоне, его цель — представить традиционное культурное богатство различных этнических групп народов Центральной Африки.

## История
История создания фестиваля восходит к 2015 году, как независимая инициатива доктора Йоану Мбусу, президента социокультурной ассоциации «Надежда Габона» (фр. Espoir Gabon). По его словам идея о создании фестиваля, возникла от неосуществленного проекта «Международного центра цивилизаций банту», который должен был продвигать культуру народов банту во всем мире. Также, по словам членов ассоциации, у них было желание возродить фестиваль культур Габона, который отсутствовал в последние годы.
Первый фестиваль состоялся в течение недели с 13 по 20 августа 2016 года в Либревиле, за неделю до президентских выборов 2016 года в Габоне, после которых страна была погружена в глубокий политический кризис. Скорее всего, целью фестиваля было стремление укрепить социальную сплоченность общества, которое начинало проявлять признаки напряженности.